# Inre monolog
Inre monolog (engelska: stream of consciousness, "medvetandeström") är ett berättartekniskt grepp inom litteraturen som går ut på att skriva "inifrån" en persons huvud. 
I en inre monolog försöker författaren följa en persons medvetande och sinnesintryck. Detta innebär att allting berättas som ett textflöde utifrån den enskilda individens perspektiv. Tekniken kan också leda till tvära kast i tiden, där till exempel ett sinnesintryck associeras till ett minne som då återberättas. 
Hos Lev Tolstoj förekommer det inre monologer, men tekniken förknippas framför allt med modernister som exempelvis Marcel Proust, James Joyce, William Faulkner och Virginia Woolf.
I svensk litteratur var Eyvind Johnson tidigt ute med att använda sig av inre monologer, bland annat i romanen Kommentar till ett stjärnfall (1929) och framför allt i Romanen om Olof. Inre monologer förekommer även i noveller av Thorsten Jonsson (Som det brukar vara, 1939) och Stig Dagerman (till exempel Var är min islandströja? i Nattens lekar, 1947). Taxi Driver är ett exempel på en film som använder tekniken flitigt. 